# Ursula Sowa

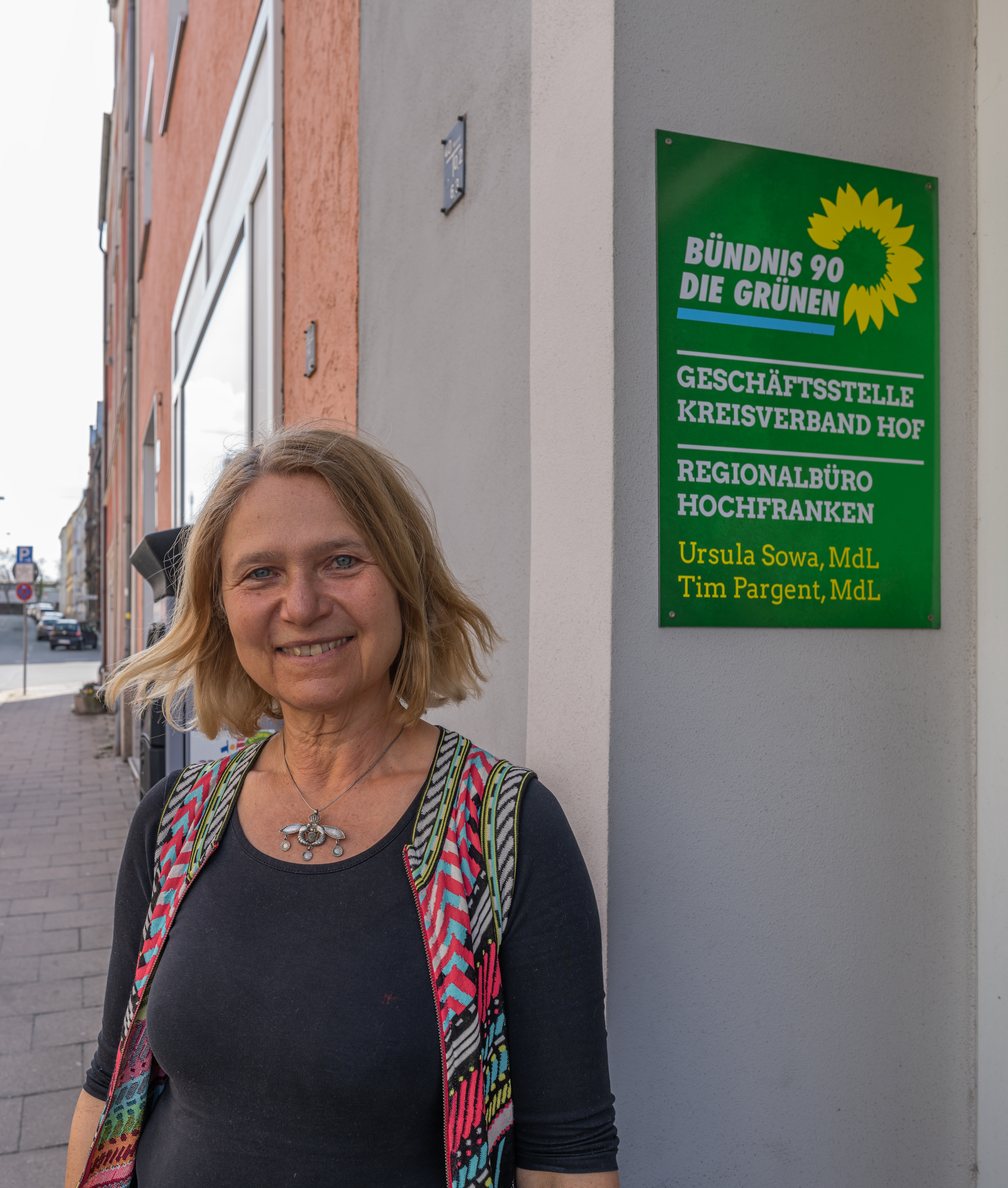
Ursula Sowa (2022)

Ursula Sowa geb. Knauer (* 8. Juni 1957 in Würzburg) ist eine deutsche Politikerin von Bündnis 90/Die Grünen. Sie ist seit 2018 Mitglied des Bayerischen Landtags. Von 2002 bis 2005 war sie Mitglied des Deutschen Bundestages.

## Leben
Nach dem Abitur 1976 am Eichendorff-Gymnasium Bamberg studierte Sowa bis 1982 Architektur an der Universität der Künste Berlin. Seit 1983 arbeitete sie in Bamberg, seit 1990 mit eigenem Architekturbüro. Seit dem Einzug in den Landtag 2018 ruht ihre Tätigkeit als Architektin. Sie ist verheiratet, hat drei Kinder und ist evangelisch-lutherisch.

## Politische Laufbahn
Von 1990 bis 2002 war sie für die Grün-Alternative Liste (GAL) Mitglied des Bamberger Stadtrates, seit 2000 als Fraktionsvorsitzende der GAL. Seit 2000 ist sie Mitglied von Bündnis 90/Die Grünen. Zur Kommunalwahl 2008 wurde sie als Spitzenkandidatin der GAL für den Stadtrat nominiert und auch in diesen gewählt.
2002 wurde sie über die Landesliste Bayern für Bündnis 90/Die Grünen in den 15. Deutschen Bundestag gewählt und gehörte ihm bis 2005 an. Ihr Wahlkreis war Bamberg. Sowa war Mitglied im Petitionsausschuss und im Kultur- und Medienausschuss, seit Januar 2005 auch im Bildungs- und Forschungsausschuss. Sie war Obfrau in der Enquete-Kommission „Kultur in Deutschland“. Dem Bundestag gehörte sie bis 2005 an.
2000 kandidierte sie erstmals bei der Oberbürgermeisterwahl in Bamberg und erreichte 13,9 %, das drittbeste Ergebnis von fünf Kandidaten. Wiedergewählt wurde mit 53,2 % OB Herbert Lauer, der für ÜBG und CSU antrat, der SPD-Kandidat Klaus Zachert erreichte 18,9 %. Bei der Wahl 2006 kandidierte sie erneut für den Posten der Oberbürgermeisterin der Stadt Bamberg und erreichte mit 14,6 % der Stimmen den vierten Platz nach den Kandidaten der SPD, CSU und des Bamberger Bürgerblocks. In der Stichwahl unterstützten Sowa und die GAL den Kandidaten der SPD, Andreas Starke, der dann auch zum Oberbürgermeister gewählt wurde. Bei der Nominierung der GAL zur Kandidatur für die Oberbürgermeisterwahl 2012 unterlag sie Wolfgang Grader, ihrem Stellvertreter als Fraktionsvorsitzender im Stadtrat und Vorsitzendem der Tibet Initiative Deutschland.
Von 2016 bis 2018 führte sie die Stadtratsfraktion der GAL Bamberg.
Bei der Landtagswahl in Bayern 2008 kandidierte sie im Stimmkreis Bamberg-Stadt, 2013 im Stimmkreis Bamberg-Land, 2018 und 2023 wieder in Bamberg-Stadt. 2018 trat sie als oberfränkische Spitzenkandidatin der Grünen an. Bei der Wahl 2018 verteidigte sie ihren ersten Listenplatz und erreichte in ihrem Stimmkreis Bamberg-Stadt mit 21,7 Prozent der Erststimmen Platz zwei der grünen Direktkandidaten und zog somit erstmals in den Bayerischen Landtag ein. Bei der Landtagswahl 2023 zog sie erneut in den Landtag ein. Die Landtagsfraktion Bündnis 90/Die Grünen ernannte sie zur baupolitischen Sprecherin. Ursula Sowa ist seit 2018 Mitglied im Ausschuss für Bauen, Wohnen und Verkehr und seit 2023 Mitglied im Ausschuss für Eingaben und Beschwerden. Seit Dezember 2018 ist sie stellvertretendes Mitglied im Landesdenkmalrat sowie seit Juli 2020 Mitglied im Stiftungsrat der Bayerischen Landesstiftung. Sowa war Mitglied im 2022 eingesetzten Untersuchungsausschuss des Bayerischen Landtags zum Deutschen Museum Nürnberg. Bis Oktober 2023 war sie zudem stv. Vorsitzende des Anstaltsbeirates JVA Bamberg und stv. Vorsitzende des Anstaltsbeirates JVA Ebrach.

## Belege
1. ↑  Porträt Ursula Sowa (Memento vom 3. Mai 2012 im Internet Archive) in der GAL-Zeitung, abgerufen am 20. Dezember 2011.
2. ↑  Wahl der Oberbürgermeister in Bamberg ab 1945. Stadt Bamberg, archiviert vom Original am 22. Februar 2016; abgerufen am 19. Juni 2017.
3. ↑  Habemus Wolfgang, abgerufen am 20. Dezember 2011.
4. ↑  Vorstand / Board Members. Tibet Initiative Deutschland, archiviert vom Original am 28. November 2016; abgerufen am 19. Juni 2017.
5. ↑  Ursula Sowa. Abgerufen am 11. Dezember 2018.
6. ↑  Landesdenkmalrat. Abgerufen am 7. August 2024.
7. ↑  Sowa ist Mitglied im Stiftungsrat der Bayerischen Landesstiftung, abgerufen am 19. Juli 2022
8. ↑  Bayerische Landesstiftung, abgerufen am 19. Juli 2022
9. ↑  3. Untersuchungsausschuss Zukunftsmuseum | Bayerischer Landtag. Abgerufen am 14. Mai 2023.

| Personendaten    | Personendaten                                     |
| ---------------- | ------------------------------------------------- |
| NAME             | Sowa, Ursula                                      |
| ALTERNATIVNAMEN  | Knauer, Ursula (Geburtsname)                      |
| KURZBESCHREIBUNG | deutsche Politikerin (Bündnis 90/Die Grünen), MdB |
| GEBURTSDATUM     | 8. Juni 1957                                      |
| GEBURTSORT       | Würzburg                                          |